# Abendgymnasium Hannover
Das Abendgymnasium Hannover im Stadtteil Döhren ist als Abendgymnasium in staatlicher Trägerschaft eine Bildungseinrichtung mit dem Ziel, Erwachsenen auf dem zweiten Bildungsweg die Möglichkeit zur nachträglichen Erlangung von Fachhochschulreife sowie allgemeiner Hochschulreife zu bieten.

## Beschreibung
Das Abendgymnasium bietet Erwachsenen ab 19 Jahren die Möglichkeit, gebührenfrei die allgemeine Hochschulreife zu erwerben. Neben dem Abitur kann auch die Fachhochschulreife erlangt werden.
Voraussetzungen für die Aufnahme sind der Real- oder Sekundarabschluss I und eine abgeschlossene Berufsausbildung oder der Nachweis von mindestens zwei Jahren Erwerbstätigkeit. Wer einen Hauptschulabschluss hat, kann in einem Vorkurs, der ein Jahr dauert, die Zugangsberechtigung erwerben. Der Unterricht wird von hauptamtlichen Gymnasiallehrkräften erteilt. Der Unterricht am Abendgymnasium beginnt montags bis freitags um 17.30 Uhr und endet um 21.40 Uhr. 22 Unterrichtsstunden in der Woche sind Pflicht.
Der Schulbesuch dauert bis zum Abitur in der Regel drei Jahre. Zurzeit (2010) besuchen 150 Schüler das Abendgymnasium, wovon ungefähr 2/3 die Ausbildung abbrechen.

## Geschichte

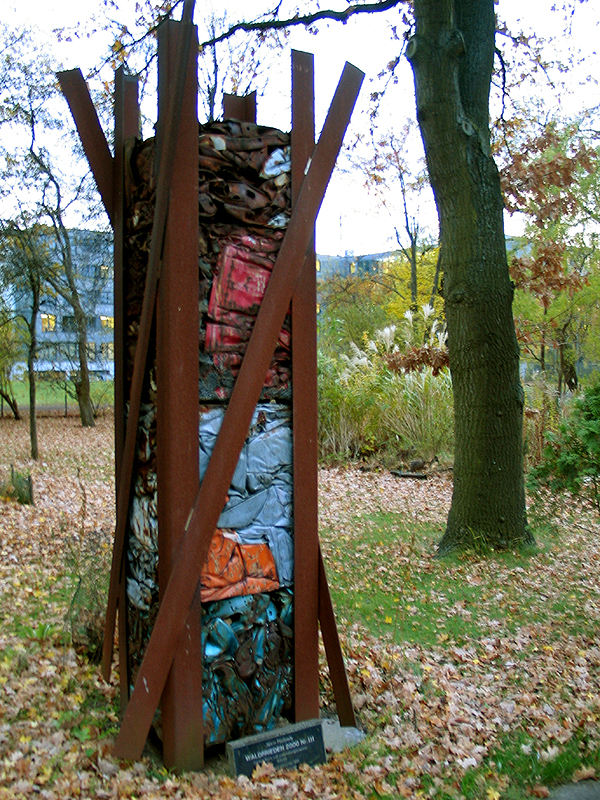
Auf dem Hof des Hannover-Kollegs: Waldfrieden 2000 Nr. III des ehemaligen Kunstlehrers János Nádasdy

Das Abendgymnasium Hannover wurde 1928 gegründet, es gehört zu den ältesten Einrichtungen dieser Art in Deutschland.
Die Stadt Hannover darf für sich in Anspruch nehmen, das erste Abendgymnasium im norddeutschen Raum und folglich auch im späteren Niedersachsen gegründet zu haben. Bereits im September 1927 wurde in einer hannoverschen Tageszeitung der Beginn eines Abendschul-Kurses angekündigt, und nach den Osterferien konnte der Betrieb aufgenommen werden. Über die Initiative zur Gründung und die näheren begleitenden Umstände sind keine Dokumente mehr erhalten. Etwa zur gleichen Zeit entstanden Abendgymnasien in Duisburg, Essen, Gelsenkirchen, Halle, Kassel, Köln und wenig später auch in Osnabrück.
Seit 2001 ist das Abendgymnasium zusammen mit dem Hannover-Kolleg, wo tagsüber 240 Schüler unterrichtet werden, in einem Gebäude untergebracht („Hannovers Gymnasien für Erwachsene“).